# Lugar modo tiempo
Lugar Modo Tiempo es un término que se utiliza en la tipología lingüística para describir el orden general de la secuencia de los circunstanciales que aparecen en las oraciones de una lengua. Parece ser comúnmente utilizado por lenguas con el orden SVO.
El español, el francés y el inglés pertenecen a esta categoría.
Un ejemplo en inglés es: «I will drive to the store with my car tomorrow», donde «to the store» es el lugar destino, «with my car» es el modo en que viajó, y «tomorrow» es el momento cuando se realiza la acción. 
El otro orden de los adjuntos es Tiempo Modo Lugar que lo utiliza el alemán y el japonés, entre otras lenguas.
- Datos: Q7200373